# Долина (Решетиловский район)
Долина (укр. Долина) — село,
Кукобовский сельский совет,
Решетиловский район,
Полтавская область,
Украина.
Код КОАТУУ — 5324281405. Население по переписи 2001 года составляло 209 человек.

## Географическое положение
Село Долина находится на левом берегу реки Ольховатая Говтва, выше по течению на расстоянии в 4 км расположено село Лучки, ниже по течению на расстоянии в 2 км расположено село Новая Диканька, на противоположном берегу — село Кукобовка.
Река в этом месте извилистая, образует лиманы, старицы и заболоченные озёра.
Рядом проходит автомобильная дорога М-03.